# Gaaf kantmos
Gaaf kantmos (Lophocolea semiteres) is een soort folieus levermos uit het geslacht kantmos (Lophocolea). Deze broedkolonist komt voor op schors, steen en de bodem. 

## Determinatie
Gaaf kantmos is forser dan gedrongen kantmos (Lophocolea heterophylla), heeft blaadjes die niet ingedeukt zijn en oogt daarmee wel wat als een Plagiochila of Chiloscyphus maar is dan toch wat geler en de onderblaadjes zijn fors. De man/vrouw-verhoudingen kunnen onderwerp van boeiende beschouwingen zijn; er zijn weinig locaties waar beide voorkomen en kapsels zijn zeldzaam. Verspreiding binnen een gebied gebeurt waarschijnlijk vooral met piepkleine broedtakjes.

## Ecologie
Gaaf kantmos is vooral aan te treffen in zure bossen en bosjes met een hoge luchtvochtigheid, al zijn er ook vondsten in droge bossen, en onder eikenopslag op kleine duintjes in stuifzanden. De standplaatsen zijn min of meer gelijk aan die van gedrongen kantmos, dus vermolmd hout en dikke pakken organisch materiaal. 

## Verspreiding
De soort komt oorspronkelijk van het zuidelijk halfrond maar heeft zich in de zeventiger jaren in Europa weten te vestigen. Rond 1980 was de eerste vondst in Zuid-Nederland en zo'n 20 jaar later waren ook de Waddeneilanden bereikt. Vooralsnog komt de soort vrijwel uitsluitend op de hogere zandgronden en in de duinen voor. In Nederland is de verspreiding vrij algemeen. 

## Trivia
- Lophocolea semiteres heeft in Nederland even "zuidelijk kantmos" geheten.

## Foto's

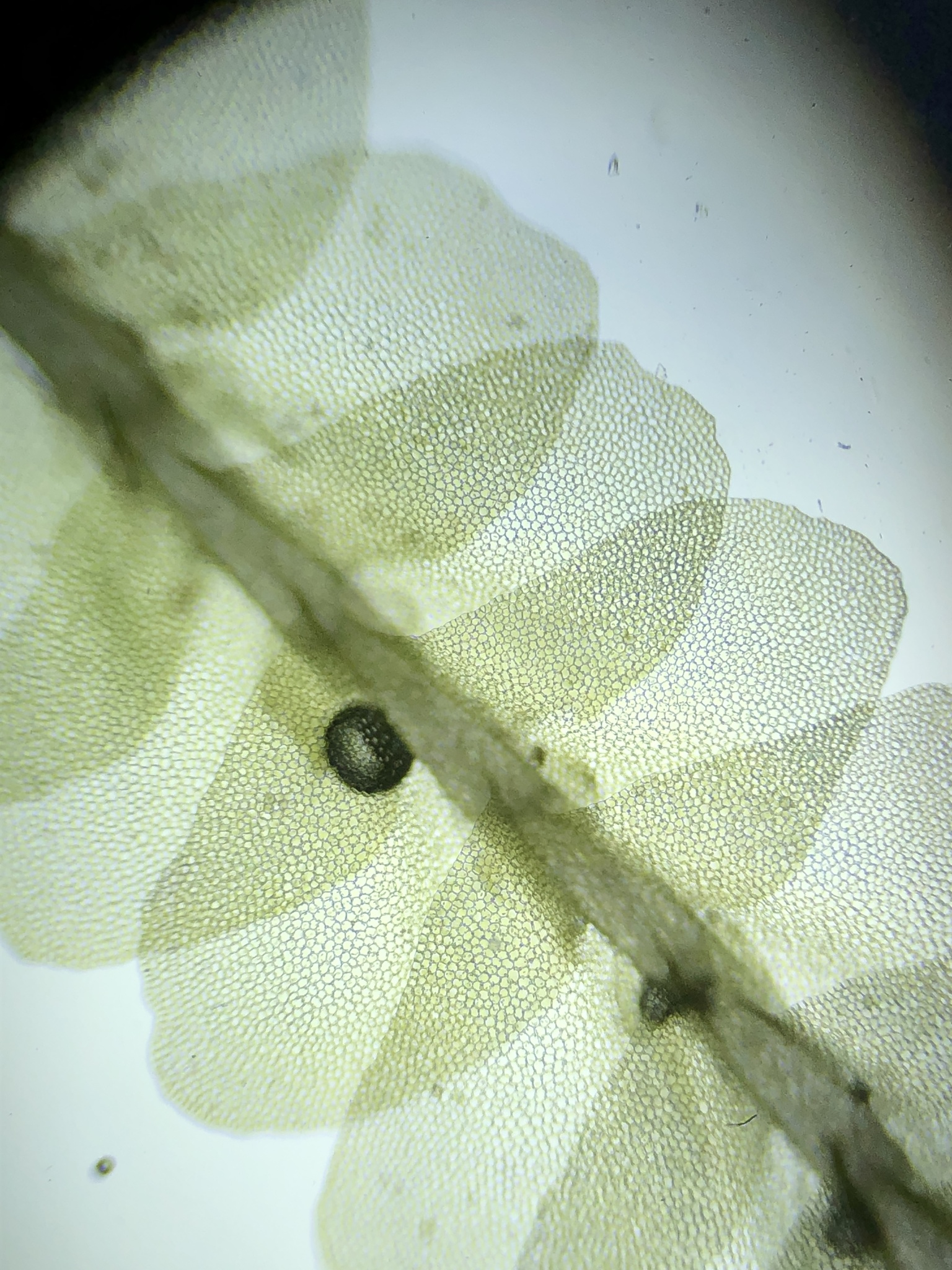
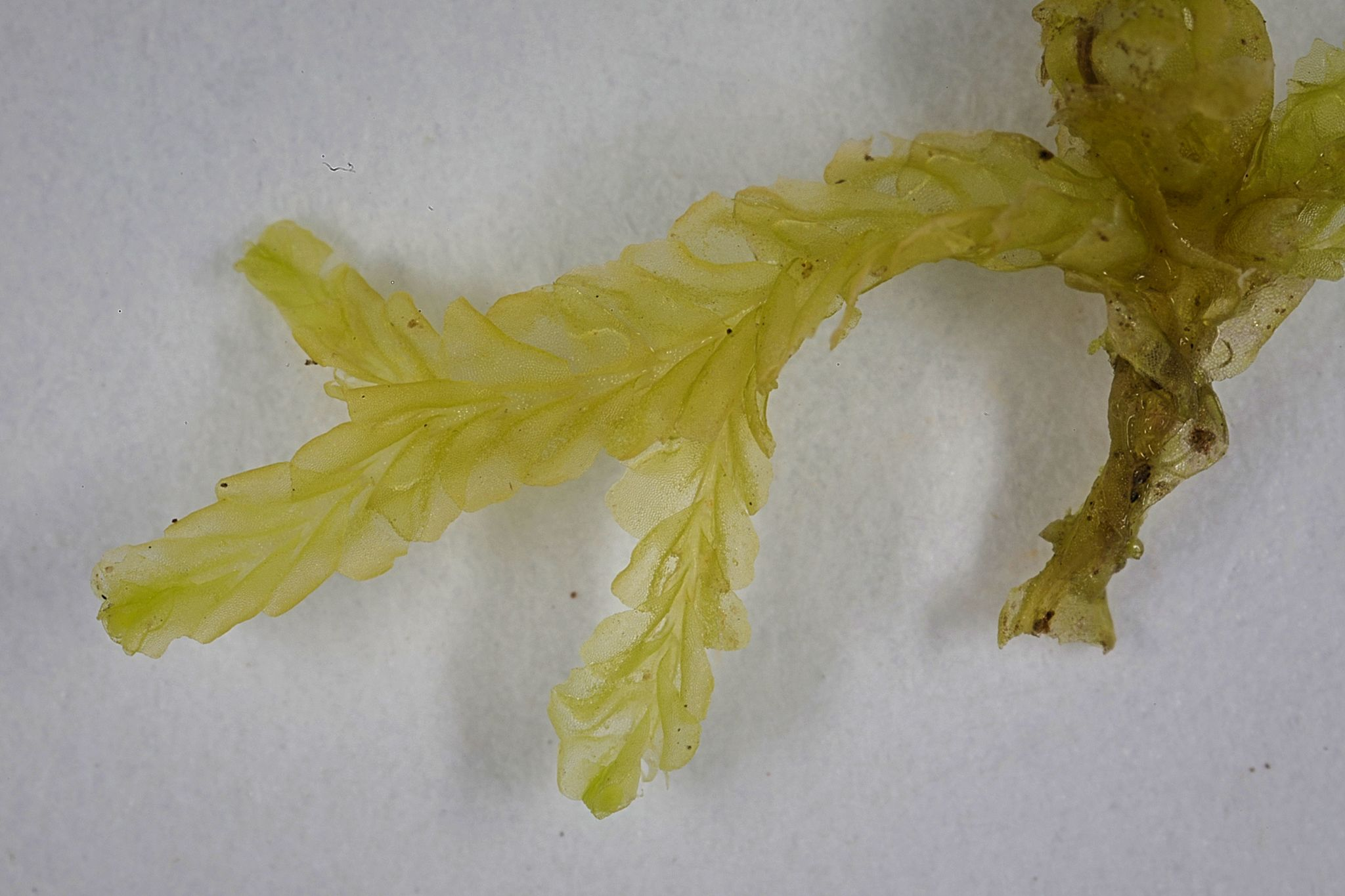